# Bruz
Bruz település Franciaországban, Ille-et-Vilaine megyében. Lakosainak száma 19 667 fő (2022. január 1.). Bruz Saint-Jacques-de-la-Lande, Chartres-de-Bretagne, Chavagne, Goven, Guichen, Laillé és Pont-Péan községekkel határos.

## Népesség
A település népességének változása:
| Lakosok száma | 5969 | 7856 | 8114 | 14 231 | 16 855 | 17 978 | 18 266 | 18 905 | 19 090 | 19 667 |
|               | 1968 | 1982 | 1990 | 2006   | 2013   | 2015   | 2017   | 2019   | 2020   | 2022   |